# Pereshory
Pereshory  (ucraniano: Перешори) es una localidad del Raión de Kotovsk en el Óblast de Odesa de Ucrania. Según el censo de 2001, tiene una población de 120 habitantes.